# Эдилов, Хасмагомед Эдилович
Хасмагомед Эдилович Эдилов (16 ноября 1922, Валерик — 11 ноября 1991, Грозный) — советский чеченский писатель, поэт, переводчик, член Союзов писателей Чечено-Ингушетии и СССР.

## Биография
Родился в крестьянской семье. Учился в школе политпросвета и педагогическом училище. Работал судебным исполнителем Ачхой-Мартановского района, инспектором Наркомроса, инструктором дома народного творчества.
В 1944 году был депортирован. В Казахстане, где он оказался, ему пришлось сменить много различных профессий. После смерти Сталина вайнахам было разрешено пропагандировать свою культуру. В Алма-Ате было начато издание газеты «Къинхьегаман байракх» (с чеч. — «Знамя труда») на чеченском языке и Эдилов стал её литературным сотрудником.
В 1957 году была восстановлена Чечено-Ингушская АССР. Эдилов вернулся на родину, где стал заведующим отделом культуры и быта в газете «Ленинан некъ». Окончил филологический факультет Чечено-Ингушского педагогического института. В 1960 году была создана Грозненская телевизионная студия и Эдилов был в числе тех, кто участвовал в становлении чечено-ингушского телевидения.
Был похоронен в родном селе.

## Творчество
В 1937 году, во время учёбы в педучилище, преподаватель предложил ученикам написать стихотворение и стих Эдилова был признан лучшим. В тот момент автору было 15 лет. В 1939 году в местной периодике были опубликованы первые произведения Эдилова. В 1941 году стихи Эдилова были опубликованы в сборнике молодых литераторов. Готовилась к изданию его первая книга, но из-за войны она не увидела свет.
В 1958 году был издан первый сборник стихов Эдилова «Октябран серло» (с чеч. — «Свет Октября»). Впоследствии был издан целый ряд сборников его стихов. В 1961 году было издано первое прозаические произведение Эдилова — повесть «Кхиэл» (с чеч. — «Приговор»).
Эдилов перевёл на чеченский язык целый ряд стихов М. Ю. Лермонтова, а также его поэму «Измаил-Бей».

### Художественные произведения

#### на чеченском языке
- Октябран серло. Стихаш. Грозный, Нохч-ГIалгIайн книжни изд-во, 1958.
- Кхиэл. Повесть. Грозный, Нохч-ГIалгIайн книжни изд-во, 1961.
- Лаьттан цинц. Стихаш. Грозный, Нохч-ГIалгIайн книжни изд-во, 1962.
- Шиннан къайле. Поэма. Грозный, Нохч-ГIалгIайн книжни изд-во, 1963.
- Акхаройн лорах. Дийцарш. Грозный, Нохч-ГIалгIайн книжни изд-во, 1965.
- Аьчган борз. Поэма. Грозный, Нохч-ГIалгIайн книжни изд-во, 1966.
- Ненан безам. Стихаш. Грозный, Нохч-ГIалгIайн книжни изд-во, 1966.
- Дуьненан юкъ. Стихаш, поэмаш. Грозный, Нохч-ГIалгIайн книжни изд-во, 1967.
- Кханенга воьду. Стихаш, поэма. Грозный, Нохч-ГIалгIайн книжни изд-во, 1967.

#### на русском языке
- Улица мира. Стихи и поэма. Грозный, 1961.
- Приговор. Повесть. М., «Детская литература», 1967.

### Литературно-критические статьи
- Поэзин техникан хьокъехь. «Къанхьегаман байракх», 1957, 4 январь.
- Стихаш язъечарна гIоьнна. «Ленинан некъ», 1957, 27 октябрь.
- Поэзин хьокъехь дешнаш. «Ленинан некъ», 1961, 1 декабрь.